# Burgh-Haamstede
Burgh-Haamstede est un village-jumeau néerlandais, situé sur l'île de Schouwen-Duiveland. Au 1er janvier 2008, Burgh-Haamstede comptait 4 517 habitants.
La double localité Burgh-Haamstede est composée des deux villages de Burgh et de Haamstede, encore clairement identifiables.